# Matagalpa FC
Matagalpa Fútbol Club – nikaraguański klub piłkarski z siedzibą w mieście Matagalpa, stolicy departamentu Matagalpa. Występuje w rozgrywkach Liga Primera. Domowe mecze rozgrywa na obiekcie Estadio Carlos Fonseca Amador. Często określany poprzez swój przydomek Indígenas de Matagalpa.

## Osiągnięcia

### Krajowe
- Copa Primera

| zwycięstwo (0):     | –    |
| drugie miejsce (1): | 2024 |

## Historia
Klub został założony w 1980 roku (choć niektóre źródła podają 1995 rok). W 1982 roku awansował do pierwszej ligi nikaraguańskiej, lecz spadł z niej już po jednym sezonie. W latach 90. zespół dwukrotnie przegrał finał drugiej ligi (1993, 1995), by później ponownie wywalczyć promocję do najwyższej klasy rozgrywkowej. Znów spędził w niej tylko rok (1998–1999) zakończony relegacją. W 2022 roku po raz trzeci awansował do najwyższej klasy rozgrywkowej.